# Alfredo Escobar y Ramírez
Alfredo Escobar y Ramírez, ii marqués de Valdeiglesias (Madrid, 18 de marzo de 1854-Madrid, 23 de febrero de 1949) fue un abogado, periodista, escritor y político conservador español, director y propietario del diario La Época, diputado y senador en las Cortes de la Restauración.

## Biografía
Alfredo Luis Eusebio Telesforo José Escobar y Ramírez fue hijo de Francisca Ramírez Maroto y del político y periodista madrileño Ignacio José de Escobar y López de Hermosa (1823-1887), primer marqués de Valdeiglesias desde 1879 por sucesión otorgada por el rey Alfonso XII, director de La Correspondencia de España y propietario, director y redactor del diario La Época, del que hizo el principal órgano conservador del país.
Estudió Derecho en la Universidad Central y, tras haber hecho sus primeras armas como periodista corresponsal cubriendo la Exposición de Filadelfia y colaborando en La Ilustración Española y Americana y en Las Provincias de Valencia, dirigió asimismo La Época desde 1887, sucediendo a su padre como director y propietario, y fue cronista oficial de los viajes de Alfonso XIII y de la infanta Isabel. Fue elegido diputado por el distrito de Navalcarnero en los comicios de 1884, 1886, 1891, 1893 y 1896.  En 1897 fue nombrado senador vitalicio. También dirigió La Ilustración Española y Americana. Destacó en la crónica de sociedad usando los pseudónimos de "Almaviva" en El Imparcial y "Mascarilla" en La Época. Casó con María de la Concepción Kirkpatrick y O'Farril, V marquesa de Las Marismas del Guadalquivir, de quien tuvo dos hijas, Concepción y Mercedes, y tres hijos, el tercer marqués de Valdeiglesias José Ignacio,Guillermo (Cónsul de España en Siria) y el famoso dramaturgo, director teatral y actor Luis Escobar, que recibió el título de marqués de las Marismas. Son justamente célebres los tres volúmenes de memorias que compuso, titulados Setenta años de periodismo. Memorias.
Falleció en su residencia del número 19 de la madrileña calle de Nicasio Gallego el 23 de febrero de 1949.
Gran Cruz de la Orden de Alfonso XII y gentilhombre de cámara con ejercicio, está enterrado en la Sacramental de San Justo.

## Obras
- Setenta años de periodismo. Memorias Madrid, Biblioteca Nueva, 3 vols.: I, 1949; II, 1950; III, 1952.
- El viaje de Don Alfonso XII a Francia, Alemania, Austria y Bélgica (septiembre 1883). Notas de un testigo. Madrid, Imprenta de Fortanet, 1883.
- La Exposición de Filadelfia: Cartas Dirigidas á La Época...
- Tres fiestas artísticas, 1904.
- Las fiestas del centenario de la Argentina: viaje de S. A. R. la Infanta Da. Isabel a Buenos Aires, mayo de 1910, Madrid, Est. tip. de Fortanet, 1911.
- 1875-1949. La sociedad española vista por el marqués de Valdeiglesias, Madrid: Biblioteca Nueva, 1957.